# Gran Oriente de España
El Gran Oriente de España fue una obediencia masónica histórica  española.

## Historia
En 1760 el conde de Aranda habría fundado la Gran Logia que a partir de 1780 pasaría a llamarse Gran Oriente de España, muy influida por la francmasonería francesa. En 1800 contaría con 400 logias y estaría bajo la dirección del conde de Montijo que había sucedido a Aranda. Su mera existencia es, sin embargo, harto discutible, y fruto, según Ferrer Benimeli, de un tiempo en que se «fabricó» una historia manipulada y legendaria de la masonería a fin de dotarla de antigüedad y prestigio. Si en la fabricación de un conde de Aranda fundador de la masonería española jugó un papel importante su papel en la expulsión de los jesuitas, la sucesión del conde de Montijo es un disparate histórico pues en 1789 el título correspondía a María Francisca de Sales Portocarrero y el conde consorte, Felipe de Palafox, no podía ser Gran Maestre en 1800 habiendo muerto en 1790. Es de su hijo, Eugenio Eulalio Palafox Portocarrero, nacido en 1773 y conde de Montijo desde 1808, de quien consta su pertenencia a la logia de los Amigos Reunidos de la Virtud, fundada en Madrid en 1820 e integrada exclusivamente por españoles, que solicitó su regularización al Grande Oriente de Francia al no existir un Gran Oriente Español.
Gracias a la libertad que se vivió durante el Sexenio Democrático el Gran Oriente de España pudo darse a conocer públicamente y manifestar sus puntos de vista. El 1 de mayo de 1871 apareció el primer número del Boletín del Gran Oriente de España y en el número 2 publicado quince días después se definió así a la Masonería:

Masonería es la reunión de hombre libres y honrados que, siendo verdaderos apóstoles de la verdad, la ciencia y de la virtud, marchan siempre a la vanguardia del progreso; instruyen sin cesar con la enseñanza y con la práctica lo que es bueno y lo que es bello, y procuran hacer de la humanidad una sola familia de hermanos, unida por el trabajo, el amor y por el pensamiento.

En septiembre de 1889 el Gran Oriente de España (GOdE) fue disuelto por Miguel Morayta Sagrario, tras unirse al Gran Oriente Nacional de España (GONE), para dar lugar al Grande Oriente Español (GOE).

## Logias que pertenecieron al Gran Oriente de España
- Logia Alona de Alicante
- Logia Constante Alona de Alicante
- Logia Numancia de Alicante
- Logia Espírita de Crevillente (Alicante)
- Logia Diana de Denia (Alicante)
- Logia Razón de Dolores (Alicante)
- Logia Consuelo de Petrel (Alicante)
- Logia Progreso de San Vicente del Raspeig (Alicante)
- Logia Unión de Tibi (Alicante)
- Logia Amor de Villena (Alicante)
- Logia Rosa de Almansa (Albacete)
- Logia Vigilancia de Murcia
- Logia Nueva Sparta de Cartagena
- Logia Concordia (Avilés)

## Grandes Maestres
- Manuel Ruiz Zorrilla
- Práxedes Mateo Sagasta
- Manuel Becerra
- Juan López Parra
- Juan López Somalo
- Lucio Martínez Gil
- Juan de la Somera